# Type 092
Le Type 092 (désignation du département de la Défense des États-Unis : Classe Xia, désignation chinoise : 09-II) est la première classe de sous-marins nucléaires lanceurs d'engins mis en service par la marine de l'armée populaire de libération de la république populaire de Chine.

## Historique

Silhouette du 406 Changzheng après sa modernisation effectuée entre 1995 et 2002.

Cette classe fut construite à deux exemplaires dans les chantiers navals Bohai Shipyard (en) d'Huludao situés dans la province de Liaoning à 200 km au nord-est de Pékin mais un seul exemplaire est en service
Le premier, le 406 Changzheng, fut sur cale en 1978, lancé le 30 mars 1981 et entra en service en 1987 dans l'arsenal nucléaire de la Chine, la deuxième unité porte le même numéro de coque 406. Au sein de la marine chinoise, ils ne sont pas appelés par leur numéro de coque mais par leur nom de code "Grande Muraille 6" et "Grande Muraille 7". Des rumeurs rapportent qu'un deuxième exemplaire lancé en 1982 a été perdu dans un accident en 1985. La construction des deux systèmes, bateau et missiles lui étant destiné, a été une suite de catastrophes. Les  sous-marins de classe Xia sont lents, bruyants et leur réacteur est peu fiable. Les premiers tirs réels, en 1985, du missile Julang-1 ont échoué et il a fallu trois ans pour réaliser un test de lancement réussi une fois les difficultés résolues en 1988,.

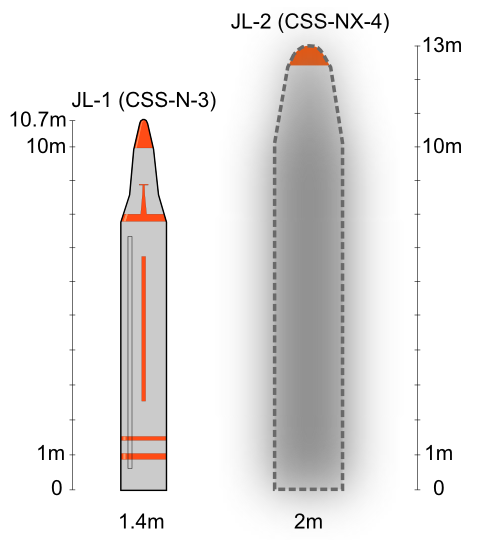
Croquis des MSBS JL-1 et JL-2.

C'est en fait une copie d'un classe Delta III soviétique modifié, il a été refondu entre 1995 et 2001.
Son port d'attache est la base navale de Jianggezhuang à 25 km de Qingdao.
Il n'est pas considéré comme opérationnel par la Defense Intelligence Agency et n’a jamais réalisé de mission de patrouille militaire, se limitant à des tests et des exercices militaires. Ce navire qui présente de nombreuses lacunes techniques, a servi principalement de plate-forme expérimentale qui a permis aux forces chinoises d’acquérir une expérience supplémentaire des manœuvres en mer.
Dans les années 2000,  la marine chinoise développe une nouvelle génération de SNLE, le type 094.

## Caractéristiques
Il jauge 7 000 tonnes, fait 120 mètres de long sur 10 mètres de large et 8 mètres de haut avec un équipage de 104 hommes. Il dispose d'une seule hélice propulsée par un réacteur à eau pressurisée de 90 MW et peut plonger aux environs de 300 mètres .
Il peut emporter 12 missiles mer-sol-balistique-stratégique Ju Lang-1 (code OTAN CSS-N-3) dont le premier tir d'essai a eu lieu le 10 novembre 1982 et ayant, selon des sources divergentes, une portée de 2 150 km à 3 600 km et emportant une ogive de 250 kilotonnes à 2 mégatonnes. Il dispose de 6 tubes lance-torpilles de 533 mm.
| Caractéristique                 | Le Triomphant                                                            | Ohio                                                                                    | Delta IV                                                              | Boreï                                                        | Vanguard                                              | Type 092 (Xia)                               | Jin                                            |
| ------------------------------- | ------------------------------------------------------------------------ | --------------------------------------------------------------------------------------- | --------------------------------------------------------------------- | ------------------------------------------------------------ | ----------------------------------------------------- | -------------------------------------------- | ---------------------------------------------- |
| Pays                            | France                                                                   | États-Unis                                                                              | Russie                                                                | Russie                                                       | Royaume-Uni                                           | Chine                                        | Chine                                          |
| Mise en service                 | 1997-2010                                                                | 1981-1997                                                                               | 1984-1990                                                             | 2013-                                                        | 2007 -                                                | 1987                                         | 2010-                                          |
| Unités construites/à construire | 4/0                                                                      | 18/0                                                                                    | 7/0                                                                   | 4/6                                                          | 4/0                                                   | 1/0                                          | 6?/?                                           |
| Longueur                        | 138 m                                                                    | 170 m                                                                                   | 166 m                                                                 | 170 m                                                        | 149,9 m                                               | 120 m                                        | 135 m                                          |
| Diamètre                        | 10,6 x 12,5 m                                                            | 13 m                                                                                    | 8,8 x 12,3 m                                                          | 10 x 13,5 m                                                  | 12 x 12,8 m                                           | 8 x 10 m                                     | 12,5 m                                         |
| Déplacement en plongée          | 14 335 t                                                                 | 18 750 t                                                                                | 18 200 t ?                                                            | 24 000 t                                                     | 15 600 t                                              | 8 000 t                                      | 11 000 t                                       |
| Vitesse                         | 25 noeuds (46 km/h)                                                      | 25 noeuds                                                                               | 24 noeuds                                                             | 30 noeuds                                                    | > 25 noeuds                                           | 22 noeuds                                    | ?                                              |
| Profondeur                      | > 400 m                                                                  | > 240 m                                                                                 | 320 m                                                                 | 450 m                                                        | ?                                                     | 300 m                                        | ?                                              |
| Équipage                        | 111                                                                      | 155                                                                                     | ?                                                                     | 107                                                          | 135                                                   | 100                                          | ?                                              |
| Missiles stratégiques           | 16 missiles M51 96 têtes de 100 kt Portée : 9000/10000 km                | uniqut version nucléaire 24 Trident II avec 12 têtes de 100 kt Portée : 11300 km        | 24 Layner avec 4 à 12 têtes de 500/100 kt Portée : 8000 à 12000 km    | 16 Boulava avec 6 à 10 têtes de 150/100 kt Portée : 10000 km | 16 Trident II 1 à 8 têtes de 100 kt Portée : 12000 km | 12 JL-1 A 1 tête 250/500 kt Portée : 2500 km | 12 JL-2 1 à 8 têtes de 455 kt Portée : 7200 km |
| Armement conventionnel          | 4 tubes lance-torpilles 18 torpilles F17 ou missiles anti-navires Exocet | 4 tubes lance-torpilles uniqut version non nucléaire 154 missiles de croisière Tomahawk | 4 tubes lance-torpilles Missiles anti-navires Viyuga 12 armes en tout | 6 tubes lance-torpilles Missiles anti-navires Viyuga         | 4 tubes lance-torpilles                               | 6 tubes lance-torpilles                      | ?                                              |